# Communauté de communes Le Tonnerrois en Bourgogne
La communauté de communes Le Tonnerrois en Bourgogne est une communauté de communes française, située dans le département de l'Yonne en région Bourgogne-Franche-Comté.

## Historique
Cette communauté de communes est créée le 1er janvier 2014 par fusion des communautés de communes du Tonnerrois, à l'exception de Béru (29 communes), et du canton d'Ancy-le-Franc (18 communes), auxquelles s'ajoutent 3 communes faisant jusqu'alors partie de la communauté de communes d'Othe-en-Armançon, Bernouil, Dyé et Flogny-la-Chapelle, ainsi que 2 communes jusqu'alors « isolées » (ne faisant partie d'aucun ÉPCI), celles de Cheney et Dannemoine.

## Composition
La communauté de communes est composée des 52 communes suivantes :

| Nom                       | Code Insee | Gentilé            | Superficie (km2) | Population (dernière pop. légale) | Densité (hab./km2) |
| ------------------------- | ---------- | ------------------ | ---------------- | --------------------------------- | ------------------ |
| Tonnerre (siège)          | 89418      | Tonnerrois         | 58,27            | 4 268 (2022)                      | 73                 |
| Aisy-sur-Armançon         | 89004      | Asiacais           | 17,97            | 236 (2022)                        | 13                 |
| Ancy-le-Franc             | 89005      | Ancéacquais        | 19,65            | 837 (2022)                        | 43                 |
| Ancy-le-Libre             | 89006      | Ancéaquais         | 21,65            | 141 (2022)                        | 6,5                |
| Argentenay                | 89016      | Argançais          | 5,07             | 79 (2022)                         | 16                 |
| Argenteuil-sur-Armançon   | 89017      | Argentoliens       | 30,51            | 224 (2022)                        | 7,3                |
| Arthonnay                 | 89019      | Arthonnaisiens     | 25,5             | 150 (2022)                        | 5,9                |
| Baon                      | 89028      | Baonois            | 8,57             | 62 (2022)                         | 7,2                |
| Bernouil                  | 89038      | Bernouillais       | 4,55             | 116 (2022)                        | 25                 |
| Chassignelles             | 89087      | Bocquins           | 13               | 300 (2022)                        | 23                 |
| Cheney                    | 89098      |                    | 5,95             | 234 (2022)                        | 39                 |
| Collan                    | 89112      | Collanois          | 13,16            | 156 (2022)                        | 12                 |
| Cruzy-le-Châtel           | 89131      | Cruzéens           | 59,52            | 224 (2022)                        | 3,8                |
| Cry                       | 89132      | Crycois            | 11,16            | 159 (2022)                        | 14                 |
| Dannemoine                | 89137      | Dannemoiseaux      | 10,28            | 458 (2022)                        | 45                 |
| Dyé                       | 89149      | Dyéens             | 17               | 188 (2022)                        | 11                 |
| Épineuil                  | 89153      |                    | 6,21             | 515 (2022)                        | 83                 |
| Flogny-la-Chapelle        | 89169      | Capello-Floviniens | 23,75            | 947 (2022)                        | 40                 |
| Fulvy                     | 89184      | Fulviens           | 3,81             | 129 (2022)                        | 34                 |
| Gigny                     | 89187      |                    | 10,77            | 83 (2022)                         | 7,7                |
| Gland                     | 89191      | Glandinois         | 16,67            | 41 (2022)                         | 2,5                |
| Jully                     | 89210      | Jullois            | 19,76            | 123 (2022)                        | 6,2                |
| Junay                     | 89211      |                    | 3,63             | 64 (2022)                         | 18                 |
| Lézinnes                  | 89223      | Lézinnois          | 15,96            | 664 (2022)                        | 42                 |
| Mélisey                   | 89247      |                    | 22,17            | 225 (2022)                        | 10                 |
| Molosmes                  | 89262      | Molosmiers         | 24,51            | 160 (2022)                        | 6,5                |
| Nuits                     | 89280      | Nuitons            | 11,58            | 372 (2022)                        | 32                 |
| Pacy-sur-Armançon         | 89284      | Paciens            | 13,35            | 180 (2022)                        | 13                 |
| Perrigny-sur-Armançon     | 89296      | Perrigniens        | 14,04            | 125 (2022)                        | 8,9                |
| Pimelles                  | 89299      | Pimellois          | 9,91             | 62 (2022)                         | 6,3                |
| Quincerot                 | 89320      |                    | 9,91             | 52 (2022)                         | 5,2                |
| Ravières                  | 89321      | Raviérois          | 21,85            | 727 (2022)                        | 33                 |
| Roffey                    | 89323      |                    | 8,55             | 146 (2022)                        | 17                 |
| Rugny                     | 89329      | Ruinois            | 13,89            | 75 (2022)                         | 5,4                |
| Saint-Martin-sur-Armançon | 89355      | Armançon-Martinois | 14,11            | 141 (2022)                        | 10                 |
| Sambourg                  | 89374      | Sambourquois       | 12,44            | 65 (2022)                         | 5,2                |
| Sennevoy-le-Bas           | 89385      |                    | 8,69             | 77 (2022)                         | 8,9                |
| Sennevoy-le-Haut          | 89386      | Sennevoysiens      | 8,84             | 121 (2022)                        | 14                 |
| Serrigny                  | 89393      | Serrignais         | 7,5              | 115 (2022)                        | 15                 |
| Stigny                    | 89403      | Sistiniens         | 17,86            | 88 (2022)                         | 4,9                |
| Tanlay                    | 89407      | Tanlaysiens        | 38,66            | 889 (2022)                        | 23                 |
| Thorey                    | 89413      |                    | 6,93             | 43 (2022)                         | 6,2                |
| Tissey                    | 89417      |                    | 5,97             | 113 (2022)                        | 19                 |
| Trichey                   | 89422      | Trichotins         | 6,61             | 43 (2022)                         | 6,5                |
| Tronchoy                  | 89423      | Tronconnais        | 6,59             | 123 (2022)                        | 19                 |
| Vézannes                  | 89445      |                    | 9,01             | 52 (2022)                         | 5,8                |
| Vézinnes                  | 89447      |                    | 6,3              | 157 (2022)                        | 25                 |
| Villiers-les-Hauts        | 89470      | Altivillerois      | 19,12            | 125 (2022)                        | 6,5                |
| Villon                    | 89475      | Villonnais         | 9,42             | 111 (2022)                        | 12                 |
| Vireaux                   | 89481      | Virotins           | 14,58            | 102 (2022)                        | 7                  |
| Viviers                   | 89482      |                    | 9,18             | 104 (2022)                        | 11                 |
| Yrouerre                  | 89486      | Irratoriens        | 14,28            | 147 (2022)                        | 10                 |

## Politique et administration
Le siège de la communauté de communes est situé à Tonnerre.

### Conseil communautaire
L'intercommunalité est gérée par un conseil communautaire composé de 75 délégués issus de chacune des communes membres et élus pour une durée de six ans, coïncidant ainsi avec les échéances des scrutins municipaux.
Les délégués sont répartis comme suit :
| Nombre de délégués | Communes |
| ------------------ | --- |
| 16                 | Tonnerre |
| 3                  | Ancy-le-Franc, Flogny-la-Chapelle, Tanlay |
| 2                  | Lézinnes, Ravières |
| 1                  | Aisy-sur-Armançon, Ancy-le-Libre, Argentenay, Argenteuil-sur-Armançon, Arthonnay, Baon, Bernouil, Chassignelles, Cheney, Collan, Cruzy-le-Châtel, Cry, Dannemoine, Dyé, Épineuil, Fulvy, Gigny, Gland, Jully, Junay, Mélisey, Molosmes, Nuits, Pacy-sur-Armançon, Perrigny-sur-Armançon, Pimelles, Quincerot, Roffey, Rugny, Saint-Martin-sur-Armançon, Sambourg, Sennevoy-le-Bas, Sennevoy-le-Haut, Serrigny, Stigny, Thorey, Tissey, Trichey, Tronchoy, Vézannes, Vézinnes, Villiers-les-Hauts, Villon, Vireaux, Viviers, Yrouerre |

### Présidence
Le conseil communautaire élit un président pour une durée de six ans. Le premier président, Maurice Pianon, est élu lors de la première réunion du conseil communautaire, le 10 janvier 2014, présidée par le membre le plus âgé des délégués désignés par les communes,. Une nouvelle élection est organisée après le renouvellement des conseillers municipaux, le 24 avril 2014, au cours de laquelle il est confirmé dans ses fonctions.
L'actuelle présidente est Anne Jérusalem, élue en septembre 2016.
| Période        | Période                    | Identité       | Étiquette | Qualité                                                                                |
| -------------- | -------------------------- | -------------- | --------- | -------------------------------------------------------------------------------------- |
| Janvier 2014   | Septembre 2016 (démission) | Maurice Pianon | UDI       | Maire d'Yrouerre Vice-président du Conseil départemental de l'Yonne                    |
| Septembre 2016 | En cours                   | Anne Jérusalem | UDI       | Maire de Chassignelles Vice-présidente du Conseil départemental de l'Yonne (2015-2021) |

## Compétences
Les communes membres délèguent à l'intercommunalité certaines de leurs compétences. On distingue les compétences obligatoires et les compétences optionnelles.

### Compétences obligatoires
La communauté de communes est chargée de l'aménagement de l'espace communautaire. Elle gère également le développement économique et touristique du territoire communautaire.

### Compétences optionnelles
Les communes délèguent également à l'EPCI la gestion de l'habitat, de l'environnement,du transport à la demande ,le contrat local de santé, les actions culturelles et sportives,le scolaire,  l'enfance et la jeunesse.
Enfin, l'intercommunalité gère d'autres compétences, telles la gestion et la modernisation d'une fourrière animale, les documents d'urbanisme ou encore l'assainissement non collectif.